# Pirquitasite
La pirquitasite (simbolo IMA: Pi) è un raro minerale del gruppo della stannite appartenente alla famiglia minerale dei "solfuri e solfosali" con composizione chimica Ag2ZnSnS4.

## Etimologia e storia
La pirquitasite è stata scoperta per la prima volta nel giacimento di argento e stagno "Pirquitas" provincia di Jujuy, in Argentina. L'analisi e la prima descrizione furono effettuate da Zdenĕk Johan (1935–2016) e Paul Picot, che diedero al minerale il nome della sua località tipo.
Nel 1980, Johann e Picot inviarono i risultati della loro ricerca all'Associazione Mineralogica Internazionale (IMA) per la revisione, che riconobbe la pirquitasite come una specie minerale indipendente. La prima descrizione fu pubblicata nel 1982 sulla rivista francese Bulletin de Minéralogie.
Il campione tipo del minerale è conservato nella Collezione Mineralogica dell'École nationale supérieure des mines de Paris con il numero di catalogo 51364 (CT).

## Classificazione
Nella classica nona edizione della sistematica dei minerali di Strunz, aggiornata dall'Associazione Mineralogica Internazionale (IMA) fino al 2009, elenca la pirquitasite nella classe "2. Solfuri e solfosali (solfuri, seleniuri, tellururi; arseniuri, antimoniuri, bismuturi; solfoarseniuri, solfoantimonuri, solfobismuturi, ecc.)" e da lì nella sottoclasse "2.C Solfuri metallici, M:S = 1:1 (e similari)", questa viene ulteriormente suddivisa in base alla composizione del minerale e all'eventuale presenza di alcuni metalli, in modo da trovare la pirquitasite nella sezione "2.CB Con Zn, Fe, Cu, Ag, ecc." dove insieme a černýite, ferrokësterite, hocartite, idaite, kësterite, kuramite, stannite e velikite forma il sistema nº 2.CB.15.a.
Tale classificazione viene mantenuta anche nell'edizione successiva, proseguita dal database "mindat.org" e chiamata Classificazione Strunz-mindat.
Nella Sistematica dei lapis (Lapis-Systematik) di Stefan Weiß la pirquitasite si trova nella classe dei "solfuri e solfosali (solfuri, seleniuri, tellururi, arsenuri, antimoniuri, bismutidi)" e da lì nella sottoclasse dei "solfuri con metallo: S,Se,Te ~ 1:1"; qui forma il "gruppo della stannite" insieme a barquillite, briartite, černýite, famatinite, ferrokësterite, hocartite, keutschite, kësterite, kuramite, luzonite, permingeatite, petrukite, rhodostannite, sakuraiite, stannite, toyohaite e velikite.
Anche nella classificazione dei minerali secondo Dana, usata principalmente nel mondo anglosassone, la pirquitasite è elencata nella famiglia dei "solfuri e solfosali" e in particolare nella classe dei "minerali solfuri"; qui è nella sottoclasse dei "solfuri – compresi seleniuri e tellururi – con la composizione AmBnXp, con (m+n):p=1:1", dove forma il "gruppo della stannite (Tetragonale: I42m) - Tipo A2BCS" insieme a barquillite, briartite, černýite, ferrokësterite, hocartite, kësterite, kuramite, sakuraiite, stannite e velikite.

## Abito cristallino
La pirquitasite cristallizza nel sistema tetragonale con il gruppo spaziale I4 (gruppo nº 82) con i parametri reticolari a = 5,786 Å e c = 10,829 Å, oltre ad avere 2 unità di formula per cella unitaria.

## Chimica
Nella composizione ideale della pirquitasite (Ag2ZnSnS4), il minerale è costituito da un rapporto di due parti di argento (Ag), una parte di zinco (Zn) e una di stagno (Sn) e quattro parti di zolfo (S). Ciò corrisponde a una frazione di massa (percentuale in peso) del 40,85% in peso di argento, 12,39% in peso di zinco, 22,48% in peso di stagno e 24,29% in peso di zolfo.
Tuttavia, un totale di 21 analisi di microsonda elettronica hanno rivelato una composizione diversa dovuta all'ampia formazione di soluzione solida tra pirquitasite e hocartite (Ag2FeSnS4[1]) dal 12 al 67% in moli, in cui lo zinco viene scambiato con il ferro (Fe). Il campione di minerale che si avvicina di più alla formula teorica dell'elemento finale è costituito da 39,72% in peso di argento, 11,40% in peso di zinco, 23,12% in peso di stagno e 24,42% in peso di zolfo, nonché 1,31% in peso di ferro e 0,06% in peso di rame come miscela non formulata.
Sulla base di 8 atomi per unità di formula, ciò si traduce nella seguente formula empirica:
{\displaystyle {\ce {(Ag_{1,93}Cu_{0,01})_{\Sigma =1,94}(Zn_{0,92}Fe_{0,12})_{\Sigma =1,04}Sn_{1,02}S_{4,00}}}}
o, idealizzata, (Ag,Cu)2(Zn,Fe)SnS4.

## Origine e giacitura
La pirquitasite si forma per mineralizzazione idrotermale in vene associate ad ambienti subvulcanici, simili ai classici depositi boliviani di stagno e argento. È associato a hocartite, pirite, marcasite, wurtzite, franckeite, miargirite, aramayoite, calcostibite, stannite, kësterite, rhodostannite e cassiterite.
La pirquitasite è un minerale piuttosto raro. Oltre alla sua località tipo, la miniera "Pirquitas" (22.68611°S 66.54167°W) nella provincia argentina di Jujuy, il minerale è stato rinvenuto anche nella miniera "6 de Agosto" nella provincia di Tomás Frías e nel distretto minerario "Santa Fé" nella provincia di Pantaléon Dalence, entrambe in Bolivia; nella miniera di "Toyoha" a Sapporo (Giappone); nella miniera "Uchucchacua" nella provincia di Oyón (Perù); a Roşia Montană nel distretto di Alba (Romania).

## Forma in cui si presenta in natura
La pirquitasite forma grani di forma irregolare di colore grigio-marrone fino a 0,5 mm di dimensione, che vengono fusi con altri minerali. La lucentezza è metallica e il colore del suo striscio è grigio brunastro.